# Chelidonis
Chelidonis oder Chelidon ist ein griechischer, weiblicher Vorname.

## Herkunft und Bedeutung
Χελιδών chelidṓn (altgriechisch) bzw. χελιδόνι chelidóni (neugriechisch) bedeutet Schwalbe und χελιδονίς chelidonís oder  χελειδονίς cheleidonís Schwälbchen. Aufgrund der Sage von Chelidonis, die mit dem Gatten ihrer Schwester Aëdon fremdging und in eine Schwalbe verwandelt wurde, wurde der Name in der Antike zum Synonym für Mätresse. So wurde auch Prokne, die von Tereus, dem Mann ihrer Schwester Philomele, vergewaltigt wurde, in eine Schwalbe verwandelt.

## Bekannte Namensträger
- Chelidonis, die Tochter von Pandareos
- Chelidonis, ein Spottname für Chilonis, die Tochter von Leotychidas
- Chelidonis, die Mätresse des Gaius Verres